# صفی‌آباد (ملارد)
صفی‌آباد، روستایی از توابع بخش صفادشت شهرستان ملارد در استان تهران ایران است.

## جمعیت
این روستا در دهستان اخترآباد قرار دارد و براساس سرشماری مرکز آمار ایران در سال ۱۳۸۵، جمعیت آن ۴۰ نفر (۸ خانوار) بوده‌است.